# Елфи
Елфите са митологични същества от фолклора и митологията на германските народи. В скандинавската митология те са раса от малки божества на природата и плодородието. Елфите често са изобразявани като млади мъже и жени с прекрасна външност, живеещи в гори или други места сред природата, под земята или в езера и други водни басейни. Те са описвани като дълго живеещи или безсмъртни същества, които притежават магически способности. Благодарение на епическата творба на Дж. Р. Р. Толкин „Властелинът на пръстените“, където елфите имат значима роля, те се превръщат в основни персонажи на модерното фентъзи.
В съвременните фолклористика и фентъзи са приети два основни типа елфи: същества, чийто ръст е еднакъв или близък на човешкия (на английски: elven) и елфи с миниатюрен ръст (на английски: elfs). Интересно още за тях е, че противно на всеобщото мнение елфите, особено миниатюрните, имат крила и в много филми е заимствана тази идея.

## Наименования и етимология
Въпреки споровете относно етимологията на името елф, най-разпространеното мнение гласи, че думата произхожда от индоевропейският корен *albh, който означава „бял“. Оттам и латинското albus – „бял“, както и португалското, испанското и староанглийското albino, което има същото значение. В съответните страни за елфи има следните наименования:
- Германия: Elfen, Elben, Alben (последното е използвано от композитора Рихард Вагнер)
- Великобритания: addler (остаряло), Elf, Fey
- Холандия: elfen, elven, alven
- Дания: alfer, elvere, elverfolk, ellefolk или huldrer
- Исландия álfar, álfafólk и huldufólk (невидими хора)
- Норвегия: alver, alfer или elvefolk
- Швеция: alfer, alver или älvor (означава и фея)

## В скандинавската митология
Според митовете елфите (известни в скандинавската митология като алви, алфи) са създадени от боговете-създатели Один, Вили и Ве. След като създават и населяват земята, те откриват червеи, впили се в плътта на мъртвия великан Имир (от чието тяло всъщност е създадена земята) и решават да създадат от тях същества, които да населяват недрата ѝ. Но след възникнал спор създават два типа същества – тъмните алви и светлите алви. Първите населяват Сварталвхайм (Страната на тъмните елфи) в недрата на земята и стават известни като цверги (джуджета) и като най-добрите майстори-занаятчии, боравещи с метал. Светлите алви населяват страната Льосалвхайм, намираща се между земята и небето, и стават известни с отглеждането на най-прекрасните дървета и цветя. В един по-късен етап светлите елфи са отъждествявани с божествата Вани.

## Елфите в изкуството

### Елфите в литературата
Според легендите елфите са предимно с благ характер, но имат проявление и като лукави, горди и тъмни елфи. В съвременната литература образът на елфите се използва във фентъзи романите, като създател на визуализация в представата ни за тях се счита Дж. Р. Р. Толкин, който ги представя като стройни, високи, красиви създания с благ характер. А що се отнася до тъмните елфи, те са привързани към камъни и кристали, обичат блещукащи неща и не мразят светлината, макар и да се носят подобни слухове. Техните свещени цветове са лилаво и виолетово. Живеят по хълмове, трудно проходими горички и скалисти места. Обикновено облеклото им варира от дълга, наподобяваща на вещерска лилава рокля до стегнати панталонки в същата гама. Имат мил характер и предимно сини очи. Популярни дарби сред тъмните елфи са да отчайват, хипнотизират и да четат мисли. Има и друг вид елфи – горски. Те са мили, обличат се в зелено (всякакви нюанси, синьо и жълто. Владеят само земния и водния елемент. Очите им са предимно в бял или зелен цвят. Това ни разказват някои литературни източници.